# Andrzej Sapkowski

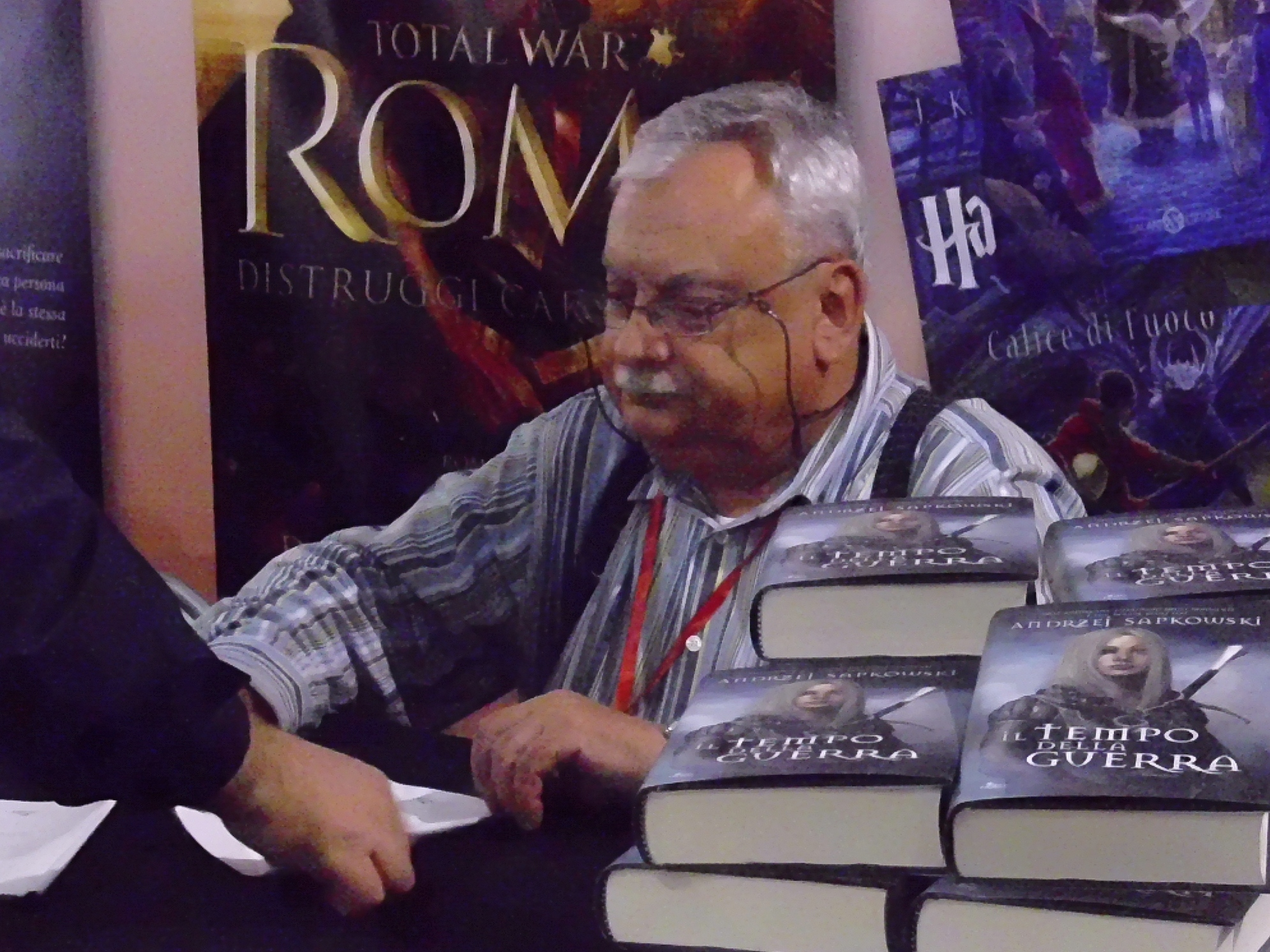
Andrzej Sapkowski (2013)

Andrzej Sapkowski (* 21. června 1948, Lodž) je polský spisovatel, který je považován za jednoho z nejlepších autorů fantasy. Je velice populární nejen v Polsku, ale také v České republice, Slovensku, Rusku, Německu, v Portugalsku, Francii, Švýcarsku a obrovskou popularitu si vydobyl ve Španělsku. Jeho nejznámějším dílem jsou povídky a navazující sága o zaklínači Geraltovi z Rivie a princezně Ciri. Tato část jeho díla byla i zfilmována a byly vytvořeny hry. Od filmu a starého seriálu se však sám Sapkowski důrazně distancoval.

## Biografie
Andrzej Sapkowski se narodil v Lodži, a jelikož má nadání na jazyky, pracoval po studiu vysoké školy v oblasti zahraničního obchodu. Svou první povídku publikoval v roce 1986 a již o dva roky později byl jedním z nejoblíbenějších spisovatelů fantasy v Polsku. Kromě knih píše i povídky, recenze, komentáře a fejetony, zejména pak do polských fantasy časopisů Fantastika a Magie a Meč (v orig. Fantastyka a Magia i miecz)
Mezi jeho novější díla patří „sága o Reinmarovi z Bělavy“, známější pod názvem Husitská trilogie. Je to historická fantasy odehrávající se v období husitských válek především ve Slezsku a Čechách. Pro svůj košatý jazyk s množstvím latinských citátů a mistrovskou gradaci děje bývá přirovnávána ke Křižákům Henryka Sienkiewicze. Sapkowski zde projevuje skvělou znalost historických reálií (čerpal zejména z Polské kroniky Jana Długosze), v příběhu vystupuje mnoho historických osobností z tehdejšího Slezska, Uher a Polska. Podobně jako v jiných románech zde Sapkowski uplatňuje svou pověstnou ironii a skvělý smysl pro detail.

## Dílo

### Sbírky povídek
- Povídky o Zaklínači
  - Zaklínač – Stříbrný meč ISBN 80-900912-5-3 (Winston Smith, Praha 1992)
  - Zaklínač – Věčný oheň ISBN 80-85643-22-7 (Winston Smith, Praha 1993)
  - Zaklínač – Meč osudu ISBN 80-85643-23-5 (Winston Smith, Praha 1993)
  - Zaklínač I – Poslední přání ISBN 80-85951-14-2 (Leonardo, Ostrava 1999)
  - Zaklínač II – Meč osudu ISBN 80-85951-23-1 (Leonardo, Ostrava 2000)
- Ostatní povídky
  - Maladie – antologie polských povídek, titulní povídka Sapkowského
  - Tandaradei! (Leonardo, Ostrava 1994)
  - Magické střípky ISBN 80-85951-28-2 (Leonardo, Ostrava 2002)

### Fantasy cyklus o Zaklínači
- Krev elfů ISBN 80-85951-00-2 (Leonardo, Ostrava 1995)
- Čas opovržení ISBN 80-85951-01-0 (Leonardo, Ostrava 1996)
- Křest ohněm ISBN 80-85951-03-7 (Leonardo, Ostrava 1997)
- Věž vlaštovky ISBN 80-85951-07-X (Leonardo, Ostrava 1998)
- Paní jezera ISBN 80-85951-19-3 (Leonardo, Ostrava 2000)
- Bouřková sezóna ISBN 978-80-7477-050-0 (Leonardo, 2014)

Pozn.: Knihy byly vydány znovu jako:
- Zaklínač I – Poslední přání ISBN 978-80-85951-65-3 (Leonardo, 2011)
- Zaklínač II – Meč osudu ISBN 978-80-85951-66-0 (Leonardo, 2011)
- Zaklínač III – Krev elfů ISBN 978-80-85951-69-1 (Leonardo, 2011)
- Zaklínač IV – Čas opovržení ISBN 978-80-85951-70-7 (Leonardo, 2011)
- Zaklínač V – Křest ohněm ISBN 978-80-85951-71-4 (Leonardo, 2011)
- Zaklínač VI – Věž vlaštovky ISBN 978-80-85951-73-8 (Leonardo, 2011)
- Zaklínač VII – Paní jezera ISBN 978-80-85951-74-5 (Leonardo, 2012)
- Zaklínač VIII. – Bouřková sezóna ISBN 978-80-7477-058-6 (Leonardo, 2015)
- Zaklínač IX. – Rozcestí krkavců (Leonardo, předpokládané datum vydání 30.9.2025)[2]

### Samostatné romány
- Zmije ISBN 978-80-85951-67-7 (Leonardo, 2011)

### Sága o Reinmarovi z Bělavy
- Narrenturm, Leonardo, 2003, ISBN 80-85951-36-3 (Narrenturm, 2002)
- Boží bojovníci, Leonardo, 2005, ISBN 80-85951-43-6 (Boży bojownicy, 2004)
- Lux Perpetua, Leonardo, 2008, ISBN 978-80-85951-49-3 (Lux perpetua, 2006)

### Samostatné povídky z časopisů
Tyto povídky byly vydané ve sborníku Magické střípky
- Zlaté odpoledne (Ikarie 5/99, s. 23-35, překlad Stanislav Komárek)
- V kráteru po bombě

### RPG manuál
- Yrrhedesovo oko (R.S.G, Ostrava 1995)

### Recenze a fejetony
- Zachraňme elfy (Ikarie 5/99, s. 44–47, překlad Michael Bronec)
- V Šedých horách zlato není